# Ankalga, Gulbarga
Ankalga là một làng thuộc tehsil Gulbarga, huyện Gulbarga, bang Karnataka, Ấn Độ.